# Jacob Beste
Jacob Beste (* 21. Januar 1979) ist ein ehemaliger US-amerikanischer Biathlet.
Jacob Beste lebt in Minneapolis und trat 1998 den US-Streitkräften bei. Dort gehörte er dem U.S. Army World Class Athlete Program an. Er ist mit Jill Krause verheiratet und hat an der Northern Michigan University studiert. Seinen ersten internationalen Einsatz hatte Beste bei den Biathlon-Juniorenweltmeisterschaften 1998 in Jericho, wo er 53. des Einzels wurde. Ein Jahr später wurde er in Pokljuka 32. des Einzels, 49. des Sprints, 35. der Verfolgung und Elfter mit der US-Staffel.
Es dauerte bis 2001, dass Beste im Rahmen der Militär-Skiweltmeisterschaft in Jericho sein Debüt bei den Männern gab. Im Sprint belegte er den 58. Platz. 2003 wurde er in Rovaniemi 54. über 15 Kilometer Freistil. In der Saison 2003/04 und 2004/05 nahm er regelmäßig am Europacup teil. Höhepunkt der Karriere wurden die Biathlon-Weltmeisterschaften 2004 in Oberhof. Beste wurde 87. des Einzels, 99. des Sprints und mit Jay Hakkinen, Jeremy Teela und Tim Burke 18. im Staffelwettbewerb. Anschließend bestritt er in Lake Placid sein erstes Rennen im Biathlon-Weltcup und wurde 66. eines Sprints. Kurz danach erreichte er in Fort Kent mit Platz 60 in einem Sprint sein bestes Ergebnis im Weltcup. Ein weiterer Höhepunkt der Saison wurde die Militär-Skiweltmeisterschaft 2004 in Östersund. Beste wurde 46. des Sprints und mit Michael Brothers, Jeremy Teela und Duncan Douglas 22. im Militärpatrouillenrennen. 2005 gewann er als 28. eines Einzels in Garmisch-Partenkirchen seine einzigen Punkte im Europacup. Nach der Saison kam er zu keinen weiteren internationalen Einsätzen.
Auf nationaler Ebene wurde Beste 2002 im Einzel und 2004 im Sprint Vizemeister.

## Biathlon-Weltcup-Platzierungen
Die Tabelle zeigt alle Platzierungen (je nach Austragungsjahr einschließlich Olympische Spiele und Weltmeisterschaften).
- 1.–3. Platz: Anzahl der Podiumsplatzierungen
- Top 10: Anzahl der Platzierungen unter den ersten zehn (einschließlich Podium)
- Punkteränge: Anzahl der Platzierungen innerhalb der Punkteränge (einschließlich Podium und Top 10)
- Starts: Anzahl gelaufener Rennen in der jeweiligen Disziplin

| Platzierung         | Einzel | Sprint | Verfolgung | Massenstart | Staffel | Gesamt |
| ------------------- | ------ | ------ | ---------- | ----------- | ------- | ------ |
| 1. Platz            |        |        |            |             |         |        |
| 2. Platz            |        |        |            |             |         |        |
| 3. Platz            |        |        |            |             |         |        |
| Top 10              |        |        |            |             |         |        |
| Punkteränge         |        |        |            |             | 1       | 1      |
| Starts              | 3      | 6      | 1          |             | 1       | 11     |
| Stand: Karriereende |        |        |            |             |         |        |